# WikiServer
WikiServerとはWiki構築に特化したサーバソフトウェア

## 概要
通常WikiまたはWikiクローンを動作させるためにはApacheなどのWebサーバソフトとCGI実行ソフトを組み合わせたサーバー環境が必要だが、WikiServerはその名の通りWebサーバソフトやCGI実行ソフトを必要とせず単体でWebサーバとWikiエンジンの役割を果たす。
しかし、通常のWebサーバソフトと比べてセキュリティの点で甘かったりするのでLAN内で使うのが良いだろう。